# 斯坦利峰
斯坦利峰（英語：Stanley Peak, South Georgia），是南極洲的山峰，位於南喬治亞群島，處於福圖納冰川源頭，屬於威爾肯斯峰的一部分，海拔高度1,265米，由英國南極名稱諮詢委員會命名，由英國海外領土管轄。